# 承察度
承察度（しょうさっと、うふさと、? - 1398年?）は、古琉球の南山王国（山南王国）の初代国王（在位：1337年? - 1398年?）。

## 概要
承察度は、大里（うふさと）の当て字と考えられている。北山王国の怕尼芝と同様、親子数代で同じ名を襲名したと考えられる。
承察度は『明実録』に記されている名前で、それによると1380年に初めて明へ進貢したという。その後、1383年・1384年・1385年と続けて進貢し、1385年には明の皇帝より南山王として鍍金の銀印を下賜されている。その後も、何度か明へ進貢した。
承察度は王位にあったが、実権は叔父の汪英紫に握られており、やがて汪英紫の世子の汪応祖に王位を簒奪されたとも、汪英紫・汪応祖に排斥され、朝鮮に亡命したとの説もある。
『李朝実録』によれば1394年9月9日、中山王察度の使者が、朝鮮に逃亡したという山南王子承察度の送還を求めている。また1398年2月16日には、南山王であった温沙道なる人物が、中山に国を滅ぼされ追われたとして、配下15人と共に晋陽へ亡命してきたという。朝鮮王李成桂はこれを哀れんで衣食を配給した。同年4月16日には宮廷で拝謁させ、5月21日にも招いたが、10月15日に温沙道は死去した。この温沙道も、大里の当て字と考えられている。
『明実録』の承察度と、『李朝実録』の承察度・温沙道がそれぞれ同一人物であるかは不明である。
　近年、漢文學者いしゐのぞむは、福建漢字音で承察度が新里（しんざと）、汪英紫氏が「おんあんじすい」(大按司添)、汪應祖が「おんあんず」(大按司)、英祖が「あんず」(按司)であるとして、南山王統について新解釈を試みている。